# Athanasios Papazoglou
Athanasios Papazoglou (in greco Αθανάσιος Παπάζογλου?; Salonicco, 30 marzo 1988) è un calciatore greco, attaccante svincolato.

## Carriera

### Club
Papazoglou è cresciuto nel settore giovanile dell'Arīs Salonicco. Aggregato in prima squadra per la stagione 2006-2007, ha effettuato il proprio esordio nell'annata successiva: l'11 ottobre 2007 è stato infatti schierato titolare nel successo per 0-1 contro l'Agios Dimitrios, sfida valida per il primo turno della Kypello Ellados. Il 21 ottobre successivo ha debuttato nella Souper Ligka Ellada, subentrando a Javito nella vittoria casalinga per 3-1 sul PAOK. L'8 novembre 2007 ha trovato le prime reti, mettendo a segno una doppietta ai danni della Stella Rossa in una sfida valida per l'edizione stagionale della Coppa UEFA, contribuendo al successo per 3-0 della sua squadra. È rimasto in squadra fino al termine del campionato 2008-2009.
Nell'estate 2009 Papazoglou si è trasferito al PAOK. Ha disputato la prima partita con questa maglia il 6 agosto, quando ha sostituito Sérgio Conceição nella sconfitta casalinga per 0-1 contro il Vålerenga, partita valida per i turni preliminari dell'Europa League 2009-2010. Il 28 ottobre successivo ha trovato la prima rete, sancendo il successo per 0-1 sul campo dell'OFI Creta, incontro valido per la Kypello Ellados 2009-2010. Il 30 gennaio 2010 ha trovato il primo gol nella massima divisione locale, nella vittoria per 1-0 sull'Atromītos.
È rimasto in forza al PAOK fino al mese di gennaio 2011, quando è passato all'Asteras Tripolīs con la formula del prestito. Ha debuttato per questa squadra il 5 febbraio, impiegato da titolare nel pareggio per 1-1 contro il Larissa. Tornato al PAOK per fine prestito, è rimasto in squadra per un'ulteriore stagione.
Nell'estate 2012 Papazoglou è stato ingaggiato dall'OFI Creta. Ha esordito in squadra il 26 agosto, schierato titolare nel pareggio per 0-0 contro lo Skoda Xanthī. Il 6 ottobre ha trovato il primo gol, nel pareggio per 1-1 contro la sua ex squadra del PAOK. È rimasto in forza all'OFI Creta per un biennio, nel quale ha totalizzato 67 presenze e 20 reti, tra campionato e coppa.
Nell'estate 2014 Papazoglou è stato messo sotto contratto dall'Olympiakos, che lo ha immediatamente ceduto in prestito all'Atromītos. Il 24 agosto ha così giocato la prima partita in squadra, trovando anche la rete che ha sancito il successo casalingo per 1-0 sul Platanias. Ha disputato 29 partite con questa maglia, mettendo a segno 4 reti, tra campionato e coppa.
Nell'estate 2015 Papazoglou ha lasciato la Grecia per trasferirsi ai belgi del Kortrijk, compagine militante nella Pro League, massima divisione del campionato belga. Ha disputato la prima partita il 25 luglio, schierato titolare nel successo casalingo per 2-1 contro lo Standard Liegi. Il 14 agosto successivo ha trovato il primo gol, nella sconfitta per 2-1 contro il Club Bruges.
Il 28 dicembre 2016 gli olandesi del Roda JC hanno annunciato d'aver ingaggiato Papazoglou con la formula del prestito. Il 15 gennaio 2017 ha effettuato il proprio esordio, schierato titolare nella sconfitta casalinga per 0-2 contro il Feyenoord. Il 28 gennaio ha trovato la prima rete, nel 4-0 inflitto all'Excelsior. Il 15 maggio 2017, il Roda JC ha reso nota la volontà di escludere Papazoglou dalla lista dei giocatori per la fase finale della stagione. Al termine dell'annata, ha fatto così ritorno al Kortrijk per fine prestito.
Il 28 luglio 2017 i norvegesi dell'Aalesund hanno ufficializzato l'ingaggio di Papazoglou, con la formula del prestito fino al termine della stagione: ha scelto di vestire la maglia numero 10. Ha esordito in Eliteserien in data 6 agosto, venendo schierato titolare nel pareggio per 3-3 contro il Brann, partita in cui ha trovato anche la prima rete per l'Aalesund. In questa porzione di stagione in squadra, ha totalizzato 13 presenze tra campionato e coppa, con 3 reti all'attivo. L'Aalesund è retrocesso in 1. divisjon al termine della 30ª ed ultima giornata.
Rientrato al Kortrijk nel 2018, gioca 14 partite di massima divisione belga marcando una rete.
Nell'estate 2018 si trasferisce in Israele, all'Hapoel Haifa.

### Nazionale
A livello giovanile Papazoglou ha rappresentato la Grecia under 19 e Under-21. Il 29 marzo 2016 ha debuttato in nazionale maggiore, schierato titolare nella sconfitta in amichevole per 2-3 contro l'Islanda.

## Statistiche

### Presenze e reti nei club
Statistiche aggiornate al 13 settembre 2020.
| Stagione              | Club                  | Campionato            | Campionato | Campionato | Coppe nazionali | Coppe nazionali | Coppe nazionali | Coppe continentali | Coppe continentali | Coppe continentali | Supercoppe | Supercoppe | Supercoppe | Totale | Totale |
| Stagione              | Club                  | Comp                  | Pres       | Reti       | Comp            | Pres            | Reti            | Comp               | Pres               | Reti               | Comp       | Pres       | Reti       | Pres   | Reti   |
| --------------------- | --------------------- | --------------------- | ---------- | ---------- | --------------- | --------------- | --------------- | ------------------ | ------------------ | ------------------ | ---------- | ---------- | ---------- | ------ | ------ |
| 2006-2007             | Arīs Salonicco        | SL                    | 0          | 0          | CG              | 0               | 0               | -                  | -                  | -                  | -          | -          | -          | 0      | 0      |
| 2007-2008             | Arīs Salonicco        | SL                    | 6+4        | 0          | CG              | 1               | 0               | CU                 | 1                  | 2                  | -          | -          | -          | 12     | 2      |
| 2008-2009             | Arīs Salonicco        | SL                    | 2          | 0          | CG              | 0               | 0               | CU                 | 0                  | 0                  | -          | -          | -          | 2      | 0      |
| Totale Arīs Salonicco | Totale Arīs Salonicco | Totale Arīs Salonicco | 8+4        | 0          |                 | 1               | 0               |                    | 1                  | 2                  |            | -          | -          | 14     | 2      |
| 2009-2010             | PAOK                  | SL                    | 19+3       | 2+1        | CG              | 3               | 2               | UEL                | 1                  | 0                  | -          | -          | -          | 26     | 5      |
| 2010-gen. 2011        | PAOK                  | SL                    | 8          | 1          | CG              | 1               | 0               | UCL+UEL            | 1+1                | 0                  | -          | -          | -          | 11     | 1      |
| gen.-giu. 2011        | Asteras Tripolīs      | SL                    | 9          | 0          | CG              | -               | -               | -                  | -                  | -                  | -          | -          | -          | 9      | 0      |
| 2011-2012             | PAOK                  | SL                    | 12+3       | 3+0        | CG              | 0               | 0               | UEL                | 3                  | 0                  | -          | -          | -          | 18     | 3      |
| Totale PAOK           | Totale PAOK           | Totale PAOK           | 39+6       | 6+1        |                 | 4               | 2               |                    | 1+5                | 0                  |            | -          | -          | 55     | 9      |
| 2012-2013             | OFI Creta             | SL                    | 25         | 8          | CG              | 2               | 1               | -                  | -                  | -                  | -          | -          | -          | 27     | 9      |
| 2013-2014             | OFI Creta             | SL                    | 30         | 7          | CG              | 8               | 4               | -                  | -                  | -                  | -          | -          | -          | 38     | 11     |
| Totale OFI Creta      | Totale OFI Creta      | Totale OFI Creta      | 55         | 15         |                 | 10              | 5               |                    | -                  | -                  |            | -          | -          | 67     | 20     |
| 2014-2015             | Atromītos             | SL                    | 25+3       | 4+0        | CG              | 1               | 0               | -                  | -                  | -                  | -          | -          | -          | 29     | 4      |
| 2015-2016             | Kortrijk              | D1                    | 28+8       | 7+2        | CB              | 3               | 0               | -                  | -                  | -                  | -          | -          | -          | 39     | 9      |
| 2016-gen. 2017        | Kortrijk              | D1                    | 10         | 0          | CB              | 2               | 0               | -                  | -                  | -                  | -          | -          | -          | 12     | 0      |
| gen.-giu. 2017        | Roda JC               | ED                    | 11         | 1          | CO              | -               | -               | -                  | -                  | -                  | -          | -          | -          | 11     | 1      |
| lug.-dic. 2017        | Aalesund              | ES                    | 12         | 3          | CN              | 1               | 0               | -                  | -                  | -                  | -          | -          | -          | 13     | 3      |
| gen.-giu. 2018        | Kortrijk              | D1                    | 7+7        | 0+1        | CB              | 0               | 0               | -                  | -                  | -                  | -          | -          | -          | 14     | 1      |
| Totale Kortrijk       | Totale Kortrijk       | Totale Kortrijk       | 55         | 10         |                 | 5               | 0               |                    | -                  | -                  |            | -          | -          | 60     | 10     |
| 2018-gen. 2019        | Hapoel Haifa          | LA                    | 7          | 0          | CI              | 1               | 0               | UEL                | 4                  | 1                  | SI         | 1          | 0          | 13     | 1      |
| gen.-giu. 2019        | Dinamo Bucarest       | L1                    | 14         | 4          | CR              | -               | -               | -                  | -                  | -                  | -          | -          | -          | 14     | 4      |
| 2019-gen. 2020        | Voluntari             | L1                    | 11         | 1          | CR              | 1               | 0               | -                  | -                  | -                  | -          | -          | -          | 12     | 1      |
| gen.-giu. 2020        | Larissa               | SL                    | 13         | 0          | CG              | -               | -               | -                  | -                  | -                  | -          | -          | -          | 13     | 0      |
| Totale carriera       | Totale carriera       | Totale carriera       | 271        | 45         |                 | 24              | 7               |                    | 10                 | 3                  |            | 1          | 0          | 307    | 55     |

### Cronologia presenze e reti in nazionale
| Cronologia completa delle presenze e delle reti in nazionale ― Grecia | Cronologia completa delle presenze e delle reti in nazionale ― Grecia | Cronologia completa delle presenze e delle reti in nazionale ― Grecia | Cronologia completa delle presenze e delle reti in nazionale ― Grecia | Cronologia completa delle presenze e delle reti in nazionale ― Grecia | Cronologia completa delle presenze e delle reti in nazionale ― Grecia | Cronologia completa delle presenze e delle reti in nazionale ― Grecia | Cronologia completa delle presenze e delle reti in nazionale ― Grecia |
| Data                                                                  | Città                                                                 | In casa                                                               | Risultato                                                             | Ospiti                                                                | Competizione                                                          | Reti                                                                  | Note                                                                  |
| --------------------------------------------------------------------- | --------------------------------------------------------------------- | --------------------------------------------------------------------- | --------------------------------------------------------------------- | --------------------------------------------------------------------- | --------------------------------------------------------------------- | --------------------------------------------------------------------- | --------------------------------------------------------------------- |
| 29-3-2016                                                             | Il Pireo                                                              | Grecia                                                                | 2 – 3                                                                 | Islanda                                                               | Amichevole                                                            | -                                                                     | 46’                                                                   |
| 4-6-2016                                                              | Sydney                                                                | Australia                                                             | 1 – 0                                                                 | Grecia                                                                | Amichevole                                                            | -                                                                     | 90'+2’                                                                |
| 7-6-2016                                                              | Melbourne                                                             | Australia                                                             | 1 – 2                                                                 | Grecia                                                                | Amichevole                                                            | -                                                                     | 79’                                                                   |
| Totale                                                                |                                                                       | Presenze                                                              | 3                                                                     |                                                                       | Reti                                                                  | 0                                                                     |                                                                       |